# Музей Канарских островов
Музей Канарских островов (исп. El Museo Canario) — музей в старейшем районе Ла-Вегета в городе Лас-Пальмас-де-Гран-Канария на острове Гран-Канария в составе Канарского архипелага. Музей был открыт в 1879 году, а современный вид принял после реконструкции середины 1980-х годов.

## Экспозиция

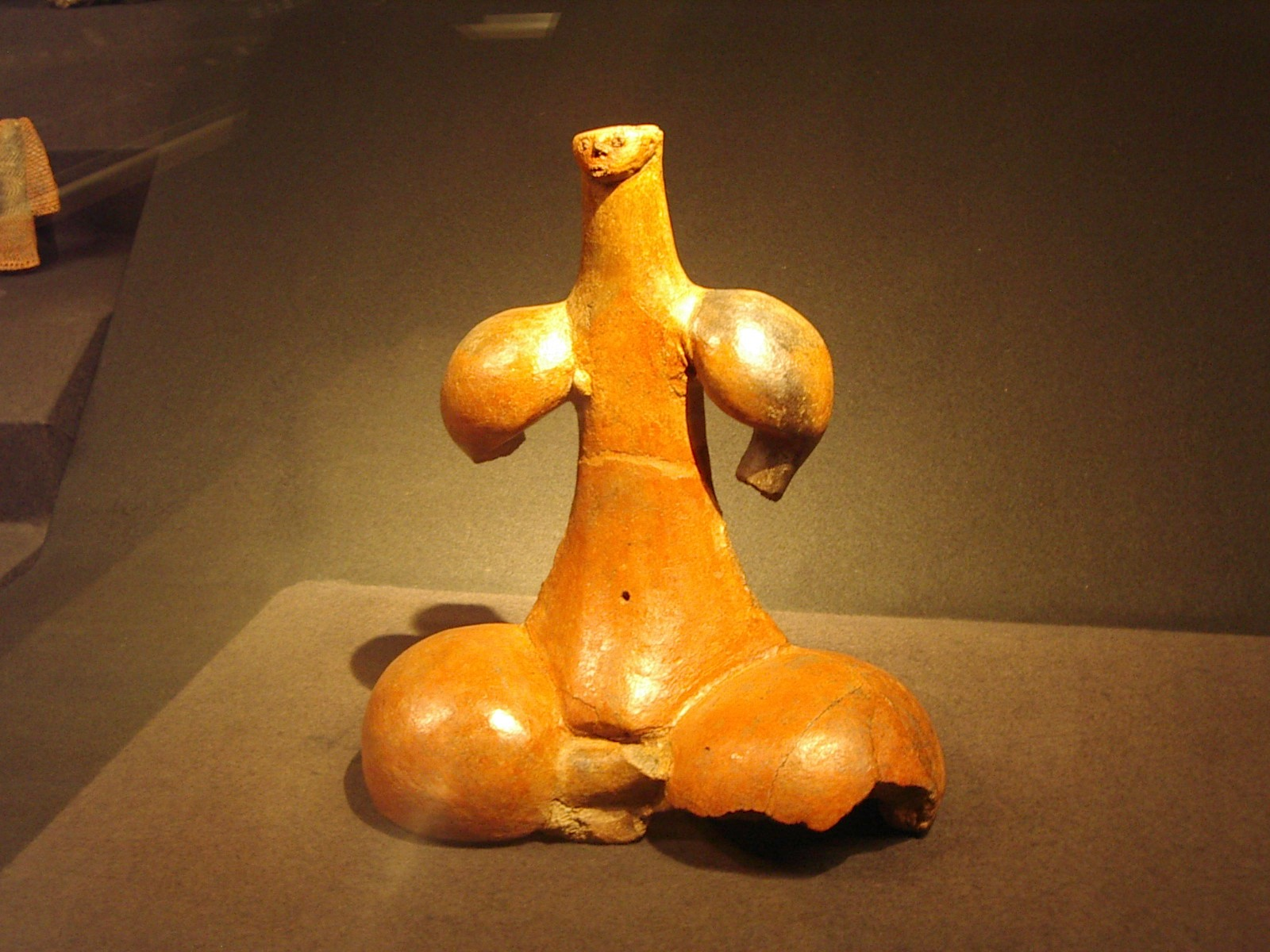
Идол Тара

В экспозиции представлены различные археологические находки: керамика, статуэтки богов, ювелирные изделия и орудия труда гуанчей, черепа, скелеты, мумии, а кроме того макеты исторических зданий. Особо выделяются копии пещерной живописи, обнаруженной в пещере Пинтада в Гальдаре, а также «пинтадерас» — «штампы», которые использовались для оттиска геометрических орнаментов на одежде.